# Хлиновський Григорій Олександрович
Григо́рій Олекс́андрович Хлино́вський (народився 11 листопада 1947) — один з найсильніших радянських спідвейних гонщиків 70-х років, вихованець рівненського спідвею.
Перший тренер Григорія Хлиновського — легенда одеського мотоспорту Леонід Дробязко, котрий 3 сезони (1965-1967 рр.) виступав у складі команди «Радуга» (Рівне).

## Кар'єра
У 1969 році здобув бронзову медаль особистого чемпіонату України серед дорослих, а вже наступного року став чемпіоном. Досягнення вдалося повторити у 1979 році.
Найвище досягнення в чемпіонаті СРСР —- «срібло» (1977).
Тричі виступав у фіналах особистого чемпіонату світу зі спідвею — у 1972, 1973, 1974 роках. У 1976 р. у фіналі - запасний гонщик (не стартував). Всього за період з 1969 по 1981 рр. стартував  12 разів, з них 10 років поспіль.
У командних чемпіонатах світу тричі ставав срібним призером (1971, 1972, 1975) і 1 раз — бронзовим (1973); у фіналі 1976 р. — 4-е місце.
У чемпіонатах СРСР виступав за команди:
«Радуга» (Рівне): 1966, 1968—1979;
«Авангард» (Львів): 1967;
«Сигнал» (Рівне): 1980—1981.

## Тренерська діяльність
Старший тренер команди «Сигнал» (Рівне) (1982—1989), який під його керівництвом тричі поспіль ставав чемпіоном СРСР (1985—1987).
Старший тренер команд "КАМАЗ" (Рівне) (1990), «Сигнал» (Рівне) (1991).
Заслужений тренер України (звання присвоєно Постановою колегії Комітету з фізичної культури і спорту при Раді Міністрів УРСР від 18 квітня 1986 року № 33).

### Статистика виступів в особистому чемпіонаті світу
1/4 Континентального Фіналу
1969 - Штральзунд  13 місце (1,2,в,0,1) 4
1970 - Мішкольц  4 місце (2,3,3,2,?) 10
1971 - Удіне  6 місце (2,3,2,2,2) 11
1972 - Абенсберг  3 місце (2,3,2,2,3) 12
1973 - Мішкольц  1 місце (14 очок)
1974 - Дебрецен  1 місце (3,3,3,2,2) 13
1975 - Крумбах  10 місце (сх,в,3,1,3) 7
1976 - Поккінг  5 місце (2,2,3,1,3) 11
1977 - Слани  6 місце (3,2,1,сх,3) 9
1978 - Варезе  2 місце (2,3,3,3,2) 13
1980 - Вінер-Нойштадт  6 місце (3,1,2,сх,3) 9
1981 - Вінер-Нойштадт  5 місце (3,2,2,1,2) 10
1/2 Континентального фіналу
1970 - Пардубіце  8 місце (2,0,3,2,2) 9+2
1971 - Гожув  4 місце (2,1,2,3,3) 11+0
1972 - Бидгощ  6 місце (2,3,2,2,1) 10
1973 - Роденбах  1 місце (13+3 очок)
1974 - Норден  5 місце (3,3,0,2,2) 10
1976 - Крумбах  7 місце (3,1,3,0,2) 9
1977 - Гожув  8 місце (2,2,2,1,1) 8
1978 - Норден  13 місце (0,1,2,сх,1) 4
1980 - Тирговіште  11 місце (2,1,1,2,1) 7
1981 - Лєшно  6 місце (2,2,2,2,2) 10
Континентальний фінал
1970 - Абенсберг  11 місце (1, 2, 2, 1) = 6.
1971 - Слани  5 місце (3,0,0,3,3) 9+,+ ?
1972 - Черкеськ  6 місце (3,2,п,1,3) 9
1973 - Ленінград  2 місце (2,3,3,1,3) 12+2
1974 - Тольятті  8 місце (1,1,2,1,3) 8+3
1976 - Ленінград  5 місце (2,2,2) 6+3
1977 - Тольятті  7 місце (0,2,2,3,2) 9+2
1981 - Прага  Не стартував через травму.
Європейський фінал
1971 - Уемблі  13 місце (0,1,1,2,0) 4
1972 - Вроцлав  6 місце (3,3,3,0,0) 9
1973 - Абенсберг  9 місце (1,1,0,2,3) 7
1974 - Уемблі  9 місце (п,1,2,3,1) 7
Фінал
1972 - Уемблі  13 місце (2,1,1,0,0) 4
1973 - Хожув  5 місце (2,3,2,3,в) 10
1974 - Гетеборг  10 місце (1,0,2,3,сх) 6
1976 - Хожув  Запасний (не стартував)

## Нагороди
Розпорядженням голови Рівненської обласної ради Юрія Кічатого (від 8 листопада 2012 року № 283) Григорій Олександрович Хлиновський нагороджений Почесною відзнакою обласної ради.